# 배희근
배희근(裵喜根)은 조선시대의 판소리 명창이다. 전라남도 영광에서 태어났다. 호기있고 성격이 기이하여 서편제 소리를 하면서 전통적인 법제도 하지 않고 자신이 만든 엉뚱한 제목으로 하면서도 조금도 남에게 굴하지 않았다 하여 판소리 계의 기인으로 알려져 왔다.